# 하이퍼스레딩

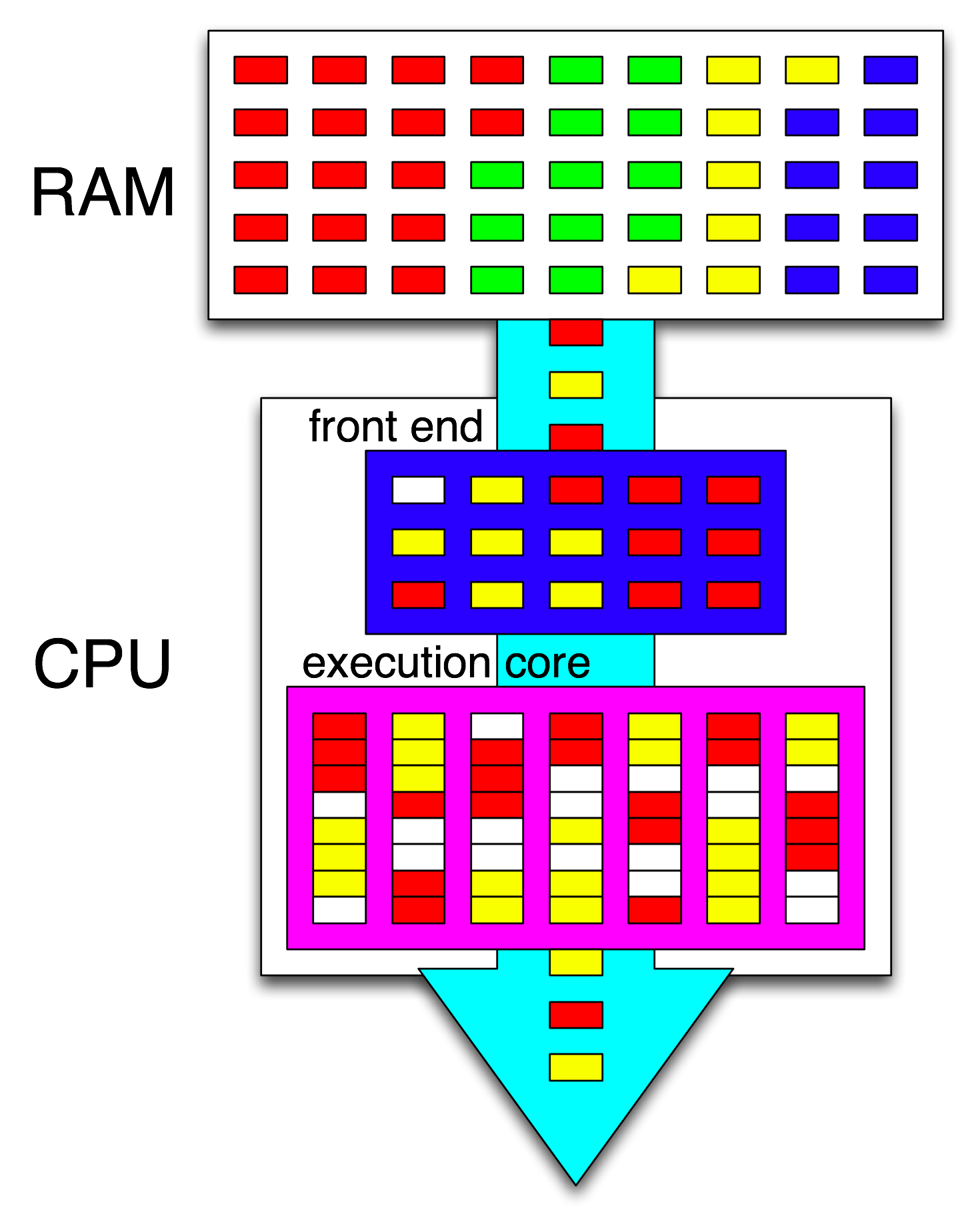
HTT를 표면상 기술한 그림. RAM에서 명령을 페치(fetch)하고 (다른 색으로 칠된 상자들은 다른 프로그램 네 개의 명령을 의미), 프론트엔드에 의해 디코딩 후 재정렬한 다음 (흰 상자는 파이프라인 버블을 의미), 동일한 클럭 사이클 동안 다른 프로그램 두 개에서 명령을 실행할 수 있는 실행 코어로 전달된다.

하이퍼스레딩(영어: Hyper-Threading Technology, Hyper-threading, HT Technology, 이하 HTT)은 인텔이 동시 멀티스레딩을 구현한 기술이다. 물리상 실행 장치 한 개에 가상 실행 장치(virtual 또는 logical core) 두 개를 할당해 성능을 높이려는 기술이다. 운영 체제는 코어 한 개당 스레드가 두 개씩 추가되어 싱글 코어(1개)는 듀얼 코어(2개), 듀얼 코어(2개)는 쿼드코어(4개), 트리플 코어(3개)는 헥사(6개)코어, 쿼드코어(4개)는 옥타코어(8개), 헥사(6개)코어는 도데카(12개)코어, 옥타코어(8개)는 헥사 데시멀 코어(16개)가 장착 되어있다고 인식한다.

## 발전
넷버스트 마이크로아키텍처에 기초한 CPU들 중 노스우드 코어를 시작으로 프레스캇, 시더밀 코어가 하이퍼 스레딩 기술을 지원했으나 에너지 비효율성을 비평받았는데 이를테면 저전력 CPU 설계사 ARM은 동시 멀티스레딩이 듀얼 CPU 설계에서 보다 전력 최대 46% 이상을 사용할 수 있다고 언급했고 SMT가 캐시 스레싱을 42%까지 증대하게 하는데 듀얼 코어는 37% 감소하게 한다고 언급하였다. 이러한 이유로 인텔은 SMT를 잠시 개발 중인 마이크로아키텍처에서 제거하려 한 적도 있었으나 넷버스트 아키텍처의 단점 중 하나인 고클럭 상태에서의 낮은 처리 능력을 상쇄하고자 제거할 수 없었다.
넷버스트 마이크로아키텍처 이후 세대 즉 코어 마이크로아키텍처에 기초한 CPU들은 넷버스트 아키텍처의 단점을 폐호해 이 기술을 제거하게 됐고 하이퍼 스레딩은 코어 마이크로아키텍처의 차세대인 네할렘 마이크로아키텍처를 목적한 계획으로 남게 됐다. 그 후 네할렘 마이크로아키텍처에 토대한 인텔 코어 i7부터 전보다 개량된 하이퍼 스레딩 기술이 탑재됐다.

## 성능
기술 특성상 하이퍼 스레딩은 대체로 그것에 최적화한 소프트웨어의 작업에서는 사용하지 않았을 때보다 성능이 높은 반면, 그렇지 않은 작업 대부분에서는 비슷하거나 오히려 성능을 떨어뜨리는데 이것은 예전의 넷버스트 마이크로아키텍처에 기초한 CPU와 최신의 네할렘 마이크로아키텍처에 기초한 CPU에서 유사하게 나타나는 특징이다. 예컨대 x264 같은 일부 인코딩 프로그램이나 포토샵 등은 성능이 향상되나 웹 서버용 애플리케이션이나 과학 계산용 프로그램 등은 성능이 저하된다.

## 같이 보기
- 동시 멀티스레딩
- 멀티 코어